# コンパレッティア属

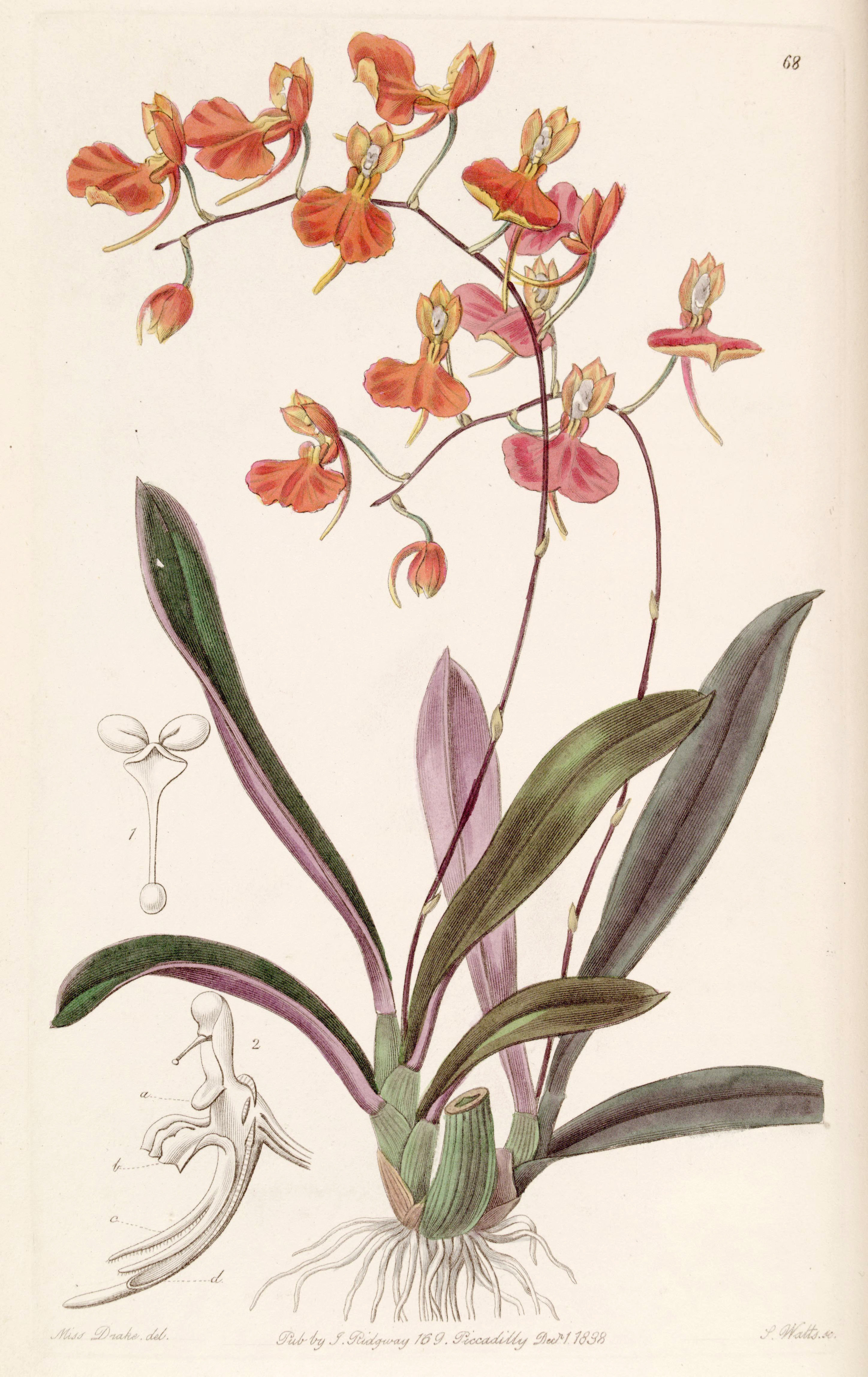
C. coccinea
（画）サラ・ドレーク

コンパレッティア属 (Comparettia) はラン科植物の1属。オンシジウムに似て、大きく広がった唇弁に距がある。

## 特徴
小型から中型の着生するラン科植物。偽球茎は小さくて先端に1枚の葉をつける。また基部には2-3枚の葉鞘があり、それらにも葉をつける。葉は長楕円形で革質。花茎は偽球茎の基部から出て、少数から多数の花を付け、時に分枝する。花茎は弓状に伸びるか垂れ下がる。
花は大きく開き、桃色や橙色などのはっきりした色をしている。萼片3枚の内の側萼片2枚は互いに癒合し、その基部は距を包むメンタムを形成する。側花弁は背萼片とほぼ同型。芯弁は基部は狭く先端で大きく広がる。また基部には2本の距があり、側萼片で形成されるメンタムの中に収まる。花粉塊は2個でロウ質。
属名はイタリアの植物学者である アンドレア・コンパレッティ（Andrea Comparetti） に献名されたものである。

## 分布など
コロンビアからエクアドルのアンデス山脈と西インド諸島、それにメキシコに約12種がある。
以下に代表的な種をあげる。
- Comparettia
  - C. falcata
  - C. macroledtron
  - C. speciosa

## 利用
洋ランとして栽培される。その際の略称は Comp. である。交配品種も作られている。夏の暑さを嫌がるので涼しいところで管理する必要がある。